# آرترن
آرترن هي بلدة في تورينغن في ألمانيا. دمجت البلديتين السابقتين هيغندورف و فويجتستيدت في آرترن في يناير عام 2019.
تقع آرترن عند التقاء نهري أنستروت وهيلمي، الذي يتدفق عبر المدينة من الجنوب الشرقي إلى الشمال الغربي. تقع في الشمال الشرقي من تورينغن ، بالقرب من الحدود مع ساكسونيا أنهالت ، وعلى بعد 12 كم جنوب زانغرهاوزن.

## المدن التوأمة
مدن آينبك، توبولتشاني ومازينجارب هي مدن توأمة لـآرترن اوناشتروت.